# دیالوگ‌های سقراطی
دیالوگ‌های سقراطی (به یونانی کهن: Σωκρατικὸς λόγος) گونه‌ای از نثر ادبی است که در اواخر قرن چهارم پیش از میلاد در  یونان به وجود آمد. قدیمی‌ترین آن‌ها در کارهای افلاطون و گزنفون دیده می‌شوند که در همه‌ی آن‌ها سقراط قهرمان داستان است. این دیالوگ‌ها، و دیالوگ‌های پسین  این ژانر، بحثی در باره‌ی مشکل‌های اخلاقی و فلسفی میان دو نفر یا بیش‌تر را با استفاده از روش سقراطی به تصویر می‌کشند. دیالوگ‌ها ممکن است دراماتیک یا روایی باشند. در حالی که سقراط اغلب شرکت‌کننده‌ی اصلی است، حضور او در دیالوگ برای ژانر ضروری نیست.

## در دیالوگ‌های افلاطونی
بیشتر دیالوگ‌های سقراطی که امروزه به آن‌ها اشاره می‌شود، از آثار افلاطون اند. افلاطون تقریباً 35 دیالوگ نوشت که در بیش‌تر آن‌ها سقراط شخصیت اصلی است. قهرمان هر دیالوگ، چه در آثار افلاطون و چه در آثار گزنفون، معمولاً سقراط است که با نوعی بازجویی می‌کوشد از درک طرف مقابل از مسائل اخلاقی اطلاعات بیشتری کسب کند. سقراط در دیالوگ ها خود را مردی ساده معرفی می‌کند که اعتراف می‌کند دانش کمی دارد. با این رویکرد کنایه آمیز او موفق می‌شود دیگری را، که به خود می‌بالد که در حوزه مورد بحث آن‌ها متخصص است، گیج کند. نتیجه‌ی گفتگو این است که سقراط نشان می‌دهد که دیدگاه‌های طرف مقابل ناسازگار اند. به این ترتیب، سقراط سعی می‌کند راه به سوی خرد واقعی را نشان دهد. این گونه پرسش فلسفی به روش سقراطی معروف است.
لیست ۳۵ دیالوگ افلاطون که معمولا بنا بر دیوژن لائرتی معتبر و از دیالوگ‌های اصلی افلاطون شناخته می‌شوند به شرح زیر است:
- آلکیبیادس اول (ماهیت آدمی)
- آلکیبیادس دوم
- آپولوژی (خطابه‌ی دفاعی سقراط)
- خارمیدس (خویشتن‌داری)''
- کله‌ایتوفون
- کراتیلوس (اشتقاق واژه‌ها)
- کریتیاس
- کریتون
- اپینومیس
- اوتیدم
- اوتیفرون
- گرگیاس (فن سخنوری)
- هیپارخوس (درباره‌ی سودپرستی)
- هیپیاس بزرگ (زیبا)
- هیپیاس کوچک (دروغ)
- ایون (هنر راوی)
- لاخس (شجاعت)
- قوانین
- لیزیس (دوستی)
- منکسنوس (رثاء شهیدان)
- منون (قابلیت)
- مینوس (درباره‌ی قانون)
- پارمنیدس (ایده و واحد)
- پروتاگوراس
- فایدون (جاودانی روح)
- فایدروس (عشق و زیبایی)
- فیلبُس (لذت)
- حمهوری
- عاشقان
- سوفیست
- مرد سیاسی (سیایت)
- مهمانی (عشق)
- ته‌ئه‌تتوس (شناسایی)
- تئاگس
- تیمائوس (جهان و انسان)

در ترجمه‌ی دوره‌ی آثار افلاطون از محمدحسن لطفی تبریزی دیالوگ‌های هیپاخورس، مینوس، آلکیبیادس دوم، عاشقان، و تئاگس به عنوان رساله‌های منسوب به افلاطون یاد شده اند و در اصالت آن‌ها شک برده شده.